# Roger Craig Smith
Roger Craig Smith (Orange, California; 11 de agosto de 1975) es un actor de doblaje estadounidense. Es conocido por sus papeles de voz en videojuegos como Chris Redfield en la saga Resident Evil (2009-2017), Ezio Auditore da Firenze en la saga Assassin's Creed (2009-2011), Kyle Crane en Dying Light (2015), el personaje principal, E-123 Omega, y el Locutor Wisp (entre otros personajes) en la serie Sonic the Hedgehog (2010-presente), y Mirage en Apex Legends. Además, ha prestado su voz al Capitán América en varios proyectos de Marvel, y a Batman en Batman: Arkham Origins (2013), Batman: Arkham Shadow (2024), y varios otros proyectos de DC con el personaje.

## Biografía
Smith nació en St. Joseph, Michigan, y se crio en Tustin, California. Es de ascendencia escocesa-irlandesa. Smith actuó en producciones mientras estaba en la organización sin fines de lucro MYART en la escuela secundaria, así como en la preparatoria Foothill. Asistió a la Universidad de Chapman, donde realizó monólogos cómicos durante cinco años. Se graduó del Dodge College of Film and Media Arts de la Universidad de Chapman en 2003 con un grado en la escritura de guiones. Mientras estudiaba en Chapman, presentó un programa de variedades local.  Al graduarse de la universidad, dejó los monólogos cómicos y comenzó a dedicarse por completo a la actuación de voz en 2004. Sus rutinas de monólogos también lo ayudaron en su enfoque hacia su carrera como actor de voz. 
En 2004, su guion, «Modest Rules», fue semifinalista en los Nicholl Fellowships in Screenwriting competition. Con más 6.073 guiones presentados, el guion de Smith solo contaba con 132 páginas. Desde entonces, Smith ha trabajado en proyectos, tanto para pequeños y grandes trabajos.

## Filmografía

### Anime
- Bleach - Shinji Hirako, Noba, Ryūsei "Kenryū" Kenzaki, Ho (Ep. 72-73)
- Code Geass - Gilbert G.P. Guilford, Voces adicionales
- Duel Masters - Maurice the Merciless
- Ghost in the Shell 2: Innocence - Voces adicionales (Animaze dub)
- Kekkaishi - Byaku, Tessai Shishio (Eps. 31, 38), Ittosei Makabe, Sakai (Ep. 50)
- Kurokami: the Animation - Seiji
- Marvel Anime: Iron Man - Kawashima, Professor Yamaguchi
- Marvel Anime: Wolverine - Agent Machida
- Monster - Martin (Eva's Bodyguard)
- Naruto - Dan, Idate Morino, Raiga Kurosuki, Inabi Uchiha
- Naruto the Movie 2: Legend of the Stone of Gelel - Temujin
- Naruto Shippuden - Deidara, Voces adicionales
- Patlabor: The Movie - Kichi Goto (Bandai dub)
- Patlabor 2: The Movie - Kichi Goto (Bandai dub)
- Stitch! - Husk y Hull, Capitán Rock

### Animación
- Avengers Assemble - Steve Rogers/Captain América
  - Ultimate Spider-Man
  - Hulk and the Agents of S.M.A.S.H.
  - Guardianes de la Galaxia
- The Avengers: Earth's Mightiest Heroes - Mar-Vell/Capitán Maravilla
- Assassin's Creed: Embers - Ezio Auditore da Firenze
- Celebrity Deathmatch - Tobey Maguire, Adrian Grenier
- Disney Princess Enchanted Tales: Follow Your Dreams - Príncipe Filip
- Fish Hooks - Pass
- Gravity Falls - Varios
- Clarence (serie animada) - Belson, Percy
- Regular Show - Thomas, Doug, Jimmy, The Night Owl, The Urge, Low-Five Ghost, Garret Bobby Ferguson Jr., John (Primo de Margarita), Voces adicionales
- Resident Evil: Degeneration - Curtis Miller
- Robotomy - Tacklebot
- Teenage Mutant Ninja Turtles (2012) - The Pulverizer
- Tinker Bell and the Lost Treasure - Bolt, Piedra
- Wolverine and the X-Men - Forja, Hellion, Kamal
- Wreck-It Ralph - Sonic el erizo
- Sing - Richard el Búfalo
- Justicia Joven - Prince Orm, L-5
- Regular Show: The Movie - Frank Smith, Joven de Comidas Rápidas, Jablonski
- Arcane - Claggor
- Megamind vs. the Doom Syndicate - Alcalde de Metrocity
- Inside Out 2 - Ansiedad de Bill Andersen (Padre de Riley)

### Acción en vivo
- Say Yes to the Dress - Narrador
- Sonny with a Chance - Anunciador
- Sonic Boom - Sonic The Hedgehog
- House Crashers - Narrador

### Videojuegos
- Apex Legends - Mirage
- Ace Combat: Assault Horizon - Voces adicionales
- Assassin's Creed II - Ezio Auditore da Firenze
- Assassin's Creed: Brotherhood - Voces adicionales
- Assassin's Creed: Revelations - Voces adicionales
- Avengers Initiative - Steve Rogers/Capitán América
- Batman: Arkham Origins - Batman/Bruce Wayne
- Blazing Angels - Jugador
- Crazy Taxi: Fare Wars - Passengers
- Cross Edge - Augustine
- Dark Void - Voces adicionales
- Dead to Rights: Retribution - Julian Temple
- Digimon World Data Squad - Tsukasa Kagura, DemiDevimon
- Dying Light - Kyle Crane
- Epic Mickey - Voces adicionales
- Final Fantasy XIII/Final Fantasy XIII-2 - Voces adicionales
- G.I. Joe: The Rise of Cobra - Duke, Lift-Ticket
- Hannah Montana: Spotlight World Tour - Oliver Oaken
- Kinect Adventures - Rob
- MadWorld - Grays, Gang Member, Master Son (Jorge)
- Marvel vs. Capcom 3: Fate of Two Worlds/Ultimate Marvel vs. Capcom 3 - Chris Redfield
- Medal of Honor: Vanguard - Harrison Pike
- Metal Gear Solid 4: Guns of the Patriots - Enemy Soldiers, MGO Soldiers
- Metal Gear Solid: Peace Walker - Soldados, Extras
- Metal Gear Solid: Portable Ops - Voces adicionales
- Naruto: Clash of Ninja Revolution 2 - Towa, Bando
- Naruto Shippuden: Ultimate Ninja 4 - Deidara
- Naruto Shippuden: Ultimate Ninja 5 - Deidara
- Naruto Shippūden: Ninja Council 4 - Deidara
- Naruto Shippūden: Clash of Ninja Revolution 3 - Deidara, Towa, Bando
- Naruto Shippuden: Ninja Destiny 2 - Deidara
- Naruto Shippuden: Legends: Akatsuki Rising - Deidara
- Naruto Shippuden: Ultimate Ninja Heroes 3 - Deidara, Doshin
- Naruto Shippuden: Ultimate Ninja Storm 2 - Deidara
- Naruto Shippuden: Ultimate Ninja Storm Generations - Deidara
- Naruto Shippuden: Ultimate Ninja Storm 3 - Deidara
- PlayStation Move Heroes - Gleeber
- Red Dead Redemption - Voces adicionales
- Red Faction: Guerrilla - Voces adicionales
- Resident Evil - Chris Redfield (2009–presente)
- Resonance of Fate - Bartender
- Saints Row: The Third - Voces adicionales
- Sonic & Sega All-Stars Racing Transformed - Vyse (de Skies of Arcadia)
- Sonic the Hedgehog - Sonic (2010–presente)
- Soulcalibur IV - Siegfried Schtauffen (no acreditado)
- Soulcalibur V - Siegfried Schtauffen, Ezio Auditore da Firenze
- Soulcalibur Legends - Siegfried Schtauffen (no acreditado)
- Star Wars: The Old Republic - Voces adicionales
- Tecmo Bowl: Kickoff - Réferi, Anunciador
- Too Human - Aspel
- Transformers - Hot Shot
- Valkyria Chronicles - Ted Ustinov, Vyse Inglebard, Alex Raymond
- Watchmen: The End is Nigh - Voces adicionales